# Tende

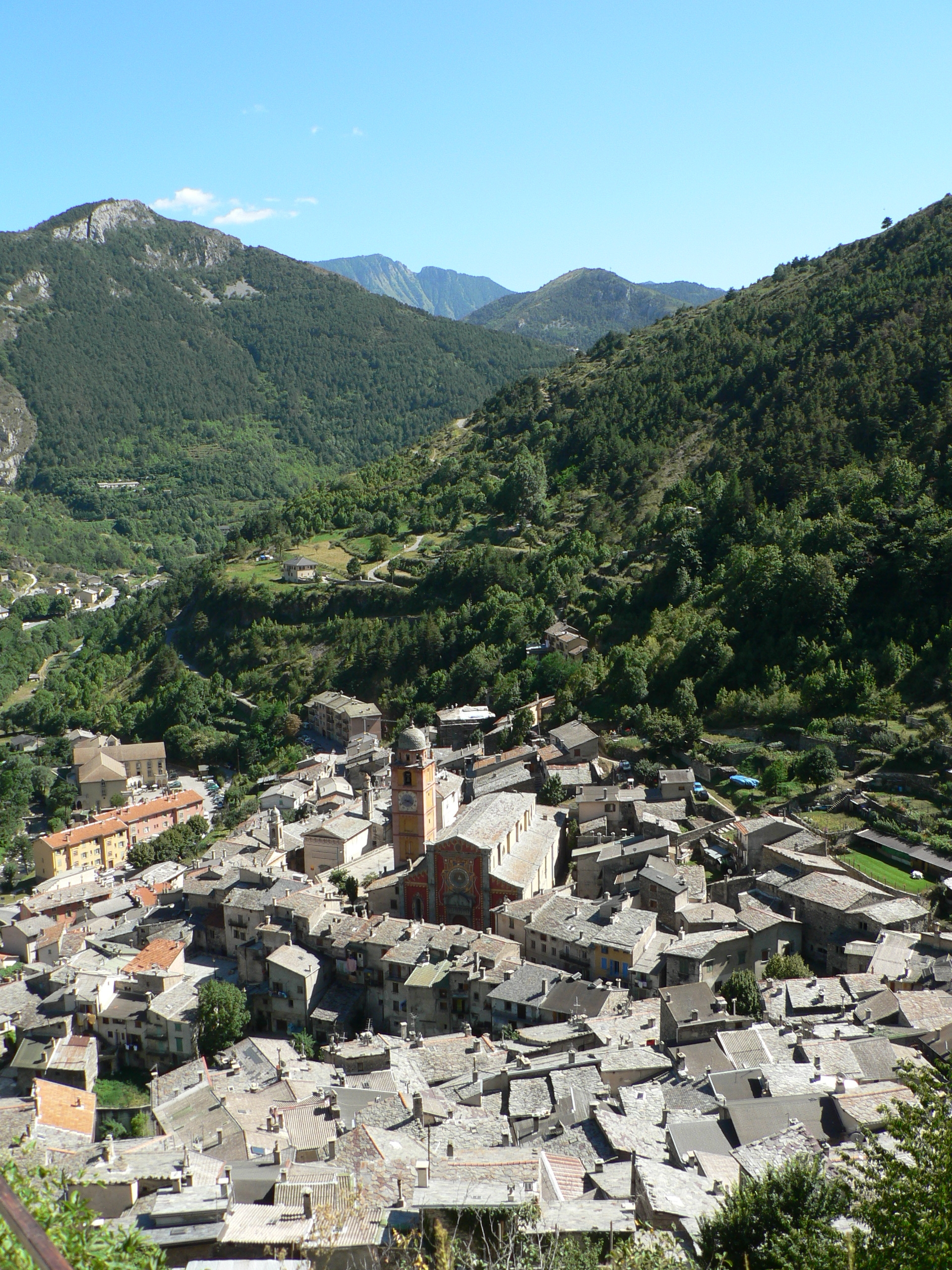
Panorama średniowiecznej części miasta

Tende – miejscowość i gmina we Francji, w regionie Prowansja-Alpy-Lazurowe Wybrzeże, w departamencie Alpy Nadmorskie, położona nad rzeką Roya.
Według danych na rok 1999 gminę zamieszkiwało 1844 osób, a gęstość zaludnienia wynosiła 10 osób/km² (wśród 963 gmin regionu Prowansja-Alpy-W. Lazurowe Tende plasuje się na 261. miejscu pod względem liczby ludności, natomiast pod względem powierzchni na miejscu 10.).